# Изключващи обстоятелства (наказателно право)
Наказателното право предвижда различни факти и правила, при чието наличие деянието се дисквалифицира като престъпление или деецът в крайна сметка не се наказва.
Те могат да се класифицират по следния начин:

## Обстоятелства, изключващи престъпността на деянието
Налице е деяние, но то не е престъпление.
1. Обстоятелства, изключващи обществената опасност (оттам и противоправността)
  1. малозначителност – липсва засягане на защитените интереси
  2. специални положения, при които засягането е оправдано
    1. крайна необходимост
    2. неизбежна отбрана, задържане на престъпник
    3. правна повеля, в т.ч. служител под прикритие
    4. характера и рамките на интереса – оправдан стопански риск, самоувреждане, съгласие на увредения
2. Обстоятелства, изключващи вината
  1. липса на обществена опасност и противоправност дефинитивно изключват възможността да има вина; спазването на закона изключва вината; липсата на нормална психика (невменяемостта като качество на дееца) изключва възможността за вина (като качество на деянието)
  2. съобразяване на практиката, възможности (при непредпазливост)
  3. случайно деяние
  4. (фактическа) грешка (основно за умисъла), неправомерна служебна заповед
3. Обстоятелства, изключващи наказуемостта на деянието. Като юридическо качество, наказуемостта може да се изключи:
  1. при липса на обществена опасност и противоправност (вж. по-горе)
  2. по обществено-политически причини, с оглед личността на дееца (лично основание, изключващо наказуемостта на деянието; срв. по-долу тези ненаказуемостта на дееца по повод реализацията на отговорността неотговорността). Най-често се предвиждат за отделни престъпления случаи в които „деецът не се наказва“.
    1. при извършването – превишаване пределите на неизбежната отбрана (чл. 12 ал. III НК), при лъжесвидетелстване (чл. 292 ал. I т. 2 НК), лично укривателство (чл. 294 ал. III НК)
    2. с оглед последващо поведение – самоволен отказ (чл. 17 ал. III, чл. 18 ал. III, чл. 22, чл. 109 ал. V, чл. 183 ал. 3, чл. 292 ал. I т. 2 НК), ограничаване на вредите, 105 ал. II НК

## Обстоятелства, изключващи наказателната отговорност
Деянието е поначало престъпление (наказуемо деяние), но наказуемостта на дееца отпада, защото наказателната отговорност не може да се реализира поради освобождаване от нея, нейното погасяване или замяна.
1. изключване на преследването и изтърпяването (осуетяване на отговорността)
  1. смърт
  2. давност
  3. амнистия (когато не е „помилваща амнистия“)
  4. индемнитет
2. освобождаване от наказателна отговорност
  1. с налагане на административно наказание
  2. с прилагане на възпитателни мерки
  3. „освобождаване от наказание“ при реторсия (чл. 130 ал. III и чл. 146 ал. II НК)
3. освобождаване от изтърпяване на наказанието
  1. с настаняване във възпитателно училище-интернат
  2. отлагане на изпълнението (условно осъждане)
  3. предсрочно освобождаване
  4. помилване
  5. когато „наказанието не се изпълнява“ при брак с пострадалия (чл. 158 и чл. 191 ал. IV НК)
  6. по искане на частния тъжител
  7. отлагане на лишаването от свобода във военно време и освобождаване на добър защитник на родината или военноинвалид

Не се стига до изтърпяване в известен смисъл и определянето на общо наказание (чл. 23 и сл. НК).

## Обстоятелства, изключващи само наказателното преследване
Пречки (отрицателни процесуални предпоставки) за образуване и провеждане на наказателно производство.
1. имунитет
2. основания по чл. 24 НПК (напр. трансфер, помирение)